# 劉方
劉 方（りゅう ほう、? - 605年）は、中国の北周および隋の武将。ベトナムへの遠征で知られた。本貫は京兆郡長安県（現在の陝西省西安市長安区）。

## 経歴
北周に仕えて上士の位を受け、戦功により、上儀同に任ぜられた。580年、楊堅が北周の丞相となると、劉方は韋孝寛の下で尉遅迥を相州に討ち、功績により開府儀同三司の位を受け、河陰県侯に封ぜられた。581年、隋が建国されると、その爵位は公に進んだ。583年、衛王楊爽の下で突厥を白道に攻撃し、位は大将軍に進んだ。その後、甘州刺史・瓜州刺史を歴任した。
このころ李賁の部下の李仏子が交州にあって越王故城に拠り、その兄の子の李大権が龍編城に拠り、その別帥の李普鼎が烏延城に拠っていた。602年、左僕射の楊素が交州の平定に劉方を推薦したため、劉方は交州道行軍総管となり、度支侍郎の敬徳亮を長史として、二十七営を統率して進軍した。劉方の軍令は厳格で、禁を犯した者を斬った。また兵士をあわれみ、病にかかった者があれば、自ら看病した。長史の敬徳亮が尹州まで進軍して病にかかり、重態となって、尹州の館にとどまることとなった。劉方は別れに際して、敬徳亮の危篤を悲しみ、涙を流して嗚咽したので、一行を感動させた。都隆嶺にいたって、交州側の2000人あまりが隋軍を攻撃したので、劉方は営主の宋纂・何貴・厳願らを派遣してこれを撃破した。兵を進めて李仏子と対峙し、人を派遣して利害を説かせたので、李仏子は降伏し、長安に送られた。
まもなく劉方は驩州道行軍総管に任ぜられ、尚書右丞の李綱を司馬として、林邑の経略にあたった。劉方は欽州刺史の甯長真・驩州刺史の李暈・上開府の秦雄らを派遣して越常に進出させた。劉方みずからは大将軍の張愻や司馬の李綱らを率いて水軍で比景におもむいた。605年、劉方の軍が海口に到着し、林邑王范梵志は兵を派遣して要所を守らせたが、劉方が攻撃すると敗走した。隋軍が闍黎江に進むと、林邑軍は南岸に防柵を立てたが、劉方が多くの旗幟を並べ、金鼓を打って示威すると、林邑軍は恐れて潰走した。闍黎江を渡って30里進むと、林邑軍は巨象に乗って、四面から迫ってきた。劉方が象を弩で射させて、象に傷を負わせると、象はかえって林邑軍の陣を蹂躙しはじめた。林邑軍が防柵に退却すると、隋軍はこれを攻め破り、捕虜は万を数えた。区粟を渡り、六里を越え、林邑軍と遭遇するごとにみな撃破した。大縁江に進むと、林邑軍は要所に防柵を立てていたが、また隋軍はこれを撃破した。馬援の銅柱をめぐり、南に進むこと8日、林邑国の都に到着した。林邑王范梵志は城を棄てて海上に逃れた。隋軍は林邑王廟の金人を獲得し、林邑の宮殿を略奪し、石に功績を刻んで凱旋の途についた。隋軍の兵士の足は腫れ、死者は10人中4、5を数えた。劉方は道中で病にかかって死去した。上柱国・盧国公の位を追贈された。
子の劉通仁が後を嗣いだ。

## 伝記資料
- 『隋書』巻53 列伝第18
- 『北史』巻73 列伝第61